# Macromalthinus globuliventris
Macromalthinus globuliventris es una especie de coleóptero de la familia Cantharidae.

## Distribución geográfica
Habita en Perú.